# Eliesse Ben Seghir
Pour les articles homonymes, voir Ben Seghir.
Eliesse Ben Seghir (en amazighe : ⵍⵢⵙ ⴱⵏⵚⵖⵉⵕ, en arabe : إلياس بن صغير), né le 16 février 2005 à Gassin (France), est un footballeur international marocain qui joue au poste de milieu offensif à l’AS Monaco.

## Biographie

### Naissance, origines et premiers clubs
Eliesse Ben Seghir naît le 16 février 2005 à Gassin, petite commune située à huit kilomètres de Saint-Tropez. Il grandit à Cogolin (Var) au sein d'une famille marocaine originaire de Tinghir. Son père lui transmet très tôt la passion du football en lui offrant, à ses quatre ans, son premier maillot de football, celui de Manchester United FC de la saison 2008-2009. Il s'intéresse beaucoup au football, jouant aussi bien dans la cour de récré qu'en bas du bâtiment, s'inspirant de ses idoles Lionel Messi et Ronaldinho. Il suit les pas de son grand frère Salim (footballeur professionnel) et rejoint le SC Cogolinois.
Repéré par l'académie de l'OGC Nice (où évolue alors son frère Salim), ils attendent un passage sur grand terrain d'Eliesse Ben Seghir pour être rassurées de son physique. Avec les efforts de son coach du SC Cogolinois, il parvient à être recruté par le Fréjus St-Raphaël, club situé à un peu moins d'une heure de son domicile. Ben Seghir est régulièrement conduit par son père pour ses entraînements et matchs.
En 2018, il s'engage à l'AS Aix-en-Provence, y disputant deux saisons. Lors de la période de la pandémie de Covid-19, son père décède des suites d'une maladie. Ben Seghir se déconnecte alors du football pendant deux mois et rejoint la Tunisie avec la famille d'un ami, où il suit un planning d'entraînement personnalisé. Il explique : « Je me suis préparé sérieusement. Je partais courir seul pendant des heures, je n’avais pas envie de m’arrêter. Je ne sentais plus la fatigue. J’étais seulement guidé par la volonté de faire honneur à mon père. En rentrant à Aix-en-Provence, j’ai vu les effets. J’étais au-dessus de tout le monde, physiquement, techniquement, mentalement… J’avais franchi un cap. ».

### Formation et début professionnels à l'AS Monaco
Il rejoint le centre de formation de l'AS Monaco en 2020. Ce choix est appuyé par sa mère qui en apprécie le cadre et la structure.
Lors de la pré-saison 2022-2023, il figure sur le banc lors des matchs amicaux. Actif avec l'équipe U19, il fait quelques apparitions sur le banc de l'équipe première entraînée par Philippe Clement.
Il fait ses débuts avec l'équipe première le 3 novembre 2022 en rentrant à la dernière minute d'un match de Ligue Europa contre l'Étoile rouge de Belgrade en remplacement de Kevin Volland (victoire, 4-1) . Puis il débute en Ligue 1 le 28 décembre 2022 lors d'une victoire (3-2) contre l'AJ Auxerre en remplaçant Wissam Ben Yedder à la mi-temps et en inscrivant un doublé. Il décrit ces débuts en déclarant : « C’est dur de faire mieux ! Je savais que j’avais marqué des points à l’entraînement lors de la trêve Coupe du monde mais je ne pensais pas jouer autant dès la reprise. ». Il est une révélation de la saison 2022-2023.
Lors de la pré-saison 2023-2024, il se blesse aux ischios et est contraint de rater les onze premiers matchs de la saison toutes compétitions confondues. Il ne refoule le terrain que lors de la neuvième journée de championnat, le 22 octobre 2023 contre le FC Metz, en entrant en jeu à la 79e minute à la place de Takumi Minamino (victoire, 2-1). Il dispute son deuxième match de la saison sept jours plus tard contre le LOSC Lille, puis se blesse à la hanche le 30 octobre 2023 avec la France -19 ans.
De retour de blessure en janvier 2024, il prolonge son contrat à l'AS Monaco jusqu'en 2027. Le 10 mars, il offre la victoire à son équipe grâce au seul but inscrit contre le RC Strasbourg,. Lors de la 27e journée de Ligue 1, il est auteur d'une passe décisive pour Takumi Minamino lors de la victoire en terres messines sur le score de 5-2. Le 21 avril 2024, il reçoit un carton rouge en fin de match sur le terrain du Stade brestois.
Dès la deuxième journée de Ligue 1 de la saison 2024-2025, le 24 août 2024, il ouvre son compteur but sur le terrain de l'Olympique lyonnais. Lors de la cinquième journée de Ligue 1, il marque son deuxième but lors de la victoire contre le Havre 3-1. Lors de la 11e journée de Ligue 1, il marque ses troisième et quatrième buts sur le terrain du RC Strasbourg. Le 18 décembre 2024, lors de la 18ème journée de Ligue 1, il marque un pénalty contre le Paris Saint-Germain. Le weekend suivant, il marque du gauche contre l'Union Saint-Jean le premier but de son équipe, participant à la qualification pour les huitièmes de finale de son équipe. 
Le 15 février, il marque son cinquième but de la saison en championnat contre le FC Nantes, lors de la victoire éclatante 7-1 de son équipe. Lors du 16ème de finale retour sur le terrain de Benfica, il marque d'une reprise à ras de terre du droit le deuxième but de son équipe. Par la suite, Benfica égalisera par deux fois et Monaco sera éliminé de la Ligue des Champions 2024-2025.

### En équipe nationale

#### Parcours avecLes Bleuets(2021-2023)
Il défend les couleurs de la France dans les catégories de jeunes, d'abord avec la France -16 ans en 2021. Durant la même année, il est appelé par José Alcocer pour participer à des matchs de qualification à l'Euro U17, disputant le 26 octobre 2021 son premier match avec la catégorie U17 contre la Moldavie -17 ans. Durant ce match, il remplace Désiré Doué à la 74e minute (victoire, 3-0). Mis sur le banc trois jours plus tard contre Chypre -17 ans, il est titularisé pour le match du 1er novembre 2021 contre la Grèce -17 ans (défaite, 1-0).
Le 21 septembre 2022, il est sélectionné par Bernard Diomède, montant avec la catégorie de la France -18 ans et disputant un match amical contre l'Estonie -18 ans (victoire, 3-0). Deux jours plus tard, il inscrit son premier but international contre l'Écosse -18 ans (victoire, 5-1). Lors d'une double confrontation contre l'Italie -18 ans, il délivre une passe décisive lors du premier match le 17 novembre (victoire, 2-0)ainsi que le 20 novembre (victoire, 3-0).
En mars 2023, il reçoit ses premières sélections avec la France -19 ans pour disputer les qualifications de l'Euro U19. Le 22 mars, il reçoit sa première sélection en U19 contre l'Irlande du Nord -19 ans (victoire, 1-0). Il inscrit un but dans chacun des deux matchs qui suivent : le 25 mars contre la Norvège -19 ans (défaite, 1-2) et le 28 mars contre la Roumanie -19 ans (victoire, 2-4).
En mai 2023, malgré sa convocation avec l'équipe de France -20 ans de Landry Chauvin pour disputer la Coupe du monde 2023 en Argentine, il ne prend pas part à la compétition à la suite du refus de l'AS Monaco de libérer le joueur,.
Lors de la trêve internationale de juin 2023, il participe au Tournoi Maurice-Revello. Lors du premier match contre le Costa Rica -20 ans, il est buteur grâce à une passe décisive de Mathys Tel (victoire, 3-1). En demi-finales contre le Mexique -20 ans, la France est battue dans la séance des tirs au but malgré un but d'Eliesse Ben Seghir (match nul, 2-2 ; défaite aux t.a.b. : 5-6),. Deux jours plus tard, la France est battue pour le match de la troisième place contre l'Australie -20 ans (défaite, 0-2). Après la fin du tournoi, Eliesse Ben Seghir est élu meilleur joueur,.
En octobre 2023, il est de nouveau sélectionné par Lionel Rouxel avec la France -19 ans pour des matchs amicaux. Le 14 octobre contre la Belgique -19 ans, il inscrit le premier but (victoire, 2-0). Trois jours plus tard, il est titularisé contre la Suisse -19 ans et se blesse à la 35e minute, étant contraint de laisser sa place à Mokrane Bentoumi (match nul, 3-3).

#### Choix en faveur desLions de l'Atlas(depuis 2024)
Blessé lors de la période de la CAN 2023, il revient sur sa décision d'une carrière internationale définitive et opte pour un parcours définitif avec l'équipe du Maroc, pays de ses parents.[réf. nécessaire]
Lors de la trêve internationale de mars 2024, il figure sur la liste finale du Maroc de Walid Regragui pour des matchs amicaux contre l'Angola et la Mauritanie. Deux jours plus tard, Ben Seghir explique son choix en déclarant : « J’ai fait ce choix par rapport à mes racines. Mes deux parents sont marocains. Et les racines l’ont emporté. La FFF a essayé de me garder, mais j’assume ce choix et je fonce. Pourquoi attendre quand on sait ce qu’on veut ? Quand l’équipe du Maroc t’appelles, c’est difficile de refuser. Walid Regragui m’a montré un projet très bien et m’a montré l’amour qu’il portait pour moi et l’envie du pays de m’avoir. C’est mon origine. J’étais à Marrakech cet été, j’étais à la CAN U23 aussi et j’ai vu l’engouement que le peuple porte aux joueurs mêmes des autres catégories. C’était incroyable. »,. Après ses deux premières sélections amicales face à l'Angola et la Mauritanie, la Fédération française de football insiste en motivant Ben Seghir à changer de nationalité sportive afin d'être sélectionné avec la France,,,.
En juin 2024, il inscrit son premier but international contre la Zambie sur une passe décisive de Brahim Díaz dans le cadre des éliminatoires de la Coupe du monde 2026 (victoire, 2-1). Quatre jours plus tard, il délivre une passe décisive sur le premier but inscrit par Azzedine Ounahi contre le Congo (victoire, 0-6).
Le 4 juillet 2024, il est sélectionné par Tarik Sektioui dans une liste de 22 joueurs avec le Maroc olympique pour prendre part aux Jeux olympiques 2024,. Malgré une défaite en demi-finales du tournoi face au futur vainqueur, l'Espagne, le Maroc écrase l'Égypte (6-0) lors du match pour la troisième place, lui permettant d'être médaillé de bronze. 
Le 15 octobre 2024, il marque un doublé express sur le terrain du Centrafrique dans le cadre des qualifications pour la CAN 2025.

## Style de jeu
Eliesse Ben Seghir est un footballeur connu pour son habileté à marquer des buts par des frappes précises depuis l'extérieur de la surface de réparation. Une caractéristique distinctive de son style de jeu est ce qu'il qualifie lui-même de « Spéciale Ben Seghir », un mouvement qu'il a peaufiné et répété au fil des ans, d'abord au sein des catégories jeunes avant de le transposer au niveau professionnel. La capacité de frappe d'Eliesse Ben Seghir, caractérisée par sa soudaineté et sa puissance, trouve ses origines dans les heures d'entraînement passées durant son enfance. Avec son frère, il se livrait à des duels fraternels dans le cadre d'un jeu qu'ils appelaient « goal à goal », une pratique informelle où chacun défendait une cage située aux extrémités d'un petit terrain.
Ben Seghir démontre une excellente capacité de dribble, utilisant des passements de jambes pour déstabiliser son vis-à-vis et créer de l'espace pour lui-même. Son agilité lui permet de changer de direction rapidement, une compétence qu'il emploie efficacement pour s'ouvrir des opportunités de frappe à but. Ben Seghir explique cela en soulignant lors d'une interview : « J’ai développé ma technique dans la rue et je l’ai fignolée au futsal, où m’emmenait mon ancien entraîneur après les séances. J’aimais tellement ça que je regardais les compilations sur YouTube de Neymar, d’Ousmane Dembélé et de Jadon Sancho avant les matches. ».
Lors de ses débuts à l'AS Monaco, il est souvent comparé aux débuts de Thierry Henry et Kylian Mbappé dans le club monégasque. Lorsque Ben Seghir est âgé de 18 ans, il est décrit par son coéquipier Axel Disasi comme étant « quelqu'un d'intelligent qui a la tête sur les épaules ». Le joueur-même se décrit en citant avant ses débuts en professionnel : « Sur le terrain, je suis altruiste, assez complet, j'aime les dribbles et donner du spectacle. J’aimerais bien améliorer mon jeu défensif et ma finition. ».

## Statistiques

### Statistiques détaillées
| Saison                | Club                  | Championnat           | Championnat | Championnat | Championnat | Coupe(s) nationale(s) | Coupe(s) nationale(s) | Coupe(s) nationale(s) | Supercoupe | Supercoupe | Supercoupe | Compétition(s) continentale(s) | Compétition(s) continentale(s) | Compétition(s) continentale(s) | Compétition(s) continentale(s) | Total | Total | Total |
| Saison                | Club                  | Division              | M.          | B.          | P.d.        | M.                    | B.                    | P.d.                  | M.         | B.         | P.d.       | Comp.                          | M.                             | B.                             | P.d.                           | M.    | B.    | P.d.  |
| 2022-2023             | AS Monaco             | Ligue 1               | 19          | 4           | 1           | 1                     | 0                     | 0                     | -          | -          | -          | C3                             | 3                              | 0                              | 1                              | 23    | 4     | 2     |
| 2023-2024             | AS Monaco             | Ligue 1               | 13          | 2           | 1           | 1                     | 0                     | 0                     | -          | -          | -          | -                              | -                              | -                              | -                              | 14    | 2     | 1     |
| 2024-2025             | AS Monaco             | Ligue 1               | 33          | 6           | 3           | 2                     | 1                     | 1                     | 1          | 0          | 0          | C1                             | 10                             | 2                              | 0                              | 46    | 9     | 4     |
| 2025-2026             | AS Monaco             | Ligue 1               | 1           | 0           | 0           | -                     | -                     | -                     | -          | -          | -          | C1                             | -                              | -                              | -                              | 1     | 0     | 0     |
| Total sur la carrière | Total sur la carrière | Total sur la carrière | 66          | 12          | 4           | 4                     | 1                     | 1                     | 1          | 0          | 0          | -                              | 13                             | 2                              | 1                              | 84    | 15    | 6     |

### En sélection nationale
| Saison                | Sélection             | Phases finales        | Phases finales | Phases finales | Phases finales | Éliminatoires | Éliminatoires | Éliminatoires | Matchs amicaux | Matchs amicaux | Matchs amicaux | Total | Total | Total |
| Saison                | Sélection             | Compétition           | M              | B              | Pd             | M             | B             | Pd            | M              | B              | Pd             | M     | B     | Pd    |
| --------------------- | --------------------- | --------------------- | -------------- | -------------- | -------------- | ------------- | ------------- | ------------- | -------------- | -------------- | -------------- | ----- | ----- | ----- |
| 2023-2024             | Maroc                 | -                     | -              | -              | -              | 2             | 1             | 1             | 2              | 0              | 0              | 4     | 1     | 1     |
| 2024-2025             | Maroc                 | -                     | -              | -              | -              | 6             | 2             | 1             | 1              | 0              | 1              | 7     | 2     | 2     |
| Total sur la carrière | Total sur la carrière | Total sur la carrière | -              | -              | -              | 8             | 3             | 2             | 3              | 0              | 1              | 11    | 3     | 3     |

### Matchs internationaux
Le tableau suivant liste les rencontres de l'équipe du Maroc dans lesquelles Eliesse Ben Seghir a été sélectionné depuis le 22 mars 2024 jusqu'à présent.
| #  | Date             | Stade                          | Adversaire   | Résultat | Minutes | Compétition                  | Buts | Passes | Capitaine | Club      |
| -- | ---------------- | ------------------------------ | ------------ | -------- | ------- | ---------------------------- | ---- | ------ | --------- | --------- |
| 1  | 22 mars 2024     | Stade Adrar, Agadir            | Angola       | 1 – 0    | 88 min  | Match amical                 | 0    | 0      | Non       | AS Monaco |
| 2  | 26 mars 2024     | Stade Adrar, Agadir            | Mauritanie   | 0 – 0    | 64 min  | Match amical                 | 0    | 0      | Non       | AS Monaco |
| 3  | 7 juin 2024      | Stade Adrar, Agadir            | Zambie       | 2 - 1    | 77 min  | Éliminatoires de la CDM 2026 | 1    | 0      | Non       | AS Monaco |
| 4  | 7 juin 2024      | Stade Adrar, Agadir            | Congo        | 6 - 0    | 60 min  | Éliminatoires de la CDM 2026 | 0    | 1      | Non       | AS Monaco |
| 5  | 12 octobre 2024  | Stade d'honneur d'Oujda, Oujda | Centrafrique | 5 – 0    | 65 min  | Éliminatoires de la CAN 2025 | 0    | 0      | Non       | AS Monaco |
| 6  | 15 octobre 2024  | Stade d'honneur d'Oujda, Oujda | Centrafrique | 0 – 4    | 68 min  | Éliminatoires de la CAN 2025 | 2    | 0      | Non       | AS Monaco |
| 7  | 15 novembre 2024 | Stade d'Angondjé, Libreville   | Gabon        | 1 – 5    | 87 min  | Éliminatoires de la CAN 2025 | 0    | 0      | Non       | AS Monaco |
| 8  | 18 novembre 2024 | Stade d'honneur d'Oujda, Oujda | Lesotho      | 7 – 0    | 46 min  | Éliminatoires de la CAN 2025 | 0    | 1      | Non       | AS Monaco |
| 9  | 21 mars 2025     | Stade d'honneur d'Oujda, Oujda | Niger        | 1 – 2    | 56 min  | Éliminatoires de la CDM 2026 | 0    | 0      | Non       | AS Monaco |
| 10 | 25 mars 2025     | Stade d'honneur d'Oujda, Oujda | Tanzanie     | 2 – 0    | 19 min  | Éliminatoires de la CDM 2026 | 0    | 0      | Non       | AS Monaco |
| 11 | 6 juin 2025      | Stade de Marrakech, Marrakech  | Tunisie      | 2 – 0    | 83 min  | Match amical                 | 0    | 1      | Non       | AS Monaco |

| Résultat : - G = Victoire - N = Match nul - P = Défaite |

### Buts internationaux
| Buts internationaux d'Eliesse Ben Seghir | Buts internationaux d'Eliesse Ben Seghir | Buts internationaux d'Eliesse Ben Seghir | Buts internationaux d'Eliesse Ben Seghir | Buts internationaux d'Eliesse Ben Seghir | Buts internationaux d'Eliesse Ben Seghir | Buts internationaux d'Eliesse Ben Seghir | Buts internationaux d'Eliesse Ben Seghir | Buts internationaux d'Eliesse Ben Seghir | Buts internationaux d'Eliesse Ben Seghir |
| 0                                        | Date                                     | Lieu                                     | Compétition                              | Résultat                                 | Adversaire                               | Détail                                   | Détail                                   | Détail                                   | Sél.                                     |
| ---------------------------------------- | ---------------------------------------- | ---------------------------------------- | ---------------------------------------- | ---------------------------------------- | ---------------------------------------- | ---------------------------------------- | ---------------------------------------- | ---------------------------------------- | ---------------------------------------- |
| 1er                                      | 7 juin 2024                              | Stade Adrar, Agadir, Maroc               | Éliminatoires de la CDM 2026             | V 2-1                                    | Zambie                                   | 67e                                      | p. droit                                 | 2-0                                      | 3e                                       |
| 2e                                       | 15 octobre 2024                          | Stade d'honneur d'Oujda, Oujda, Maroc    | Éliminatoires de la CAN 2025             | V 0-4                                    | Centrafrique                             | 34e                                      | p. gauche                                | 1-0                                      | 6e                                       |
| 3e                                       | 15 octobre 2024                          | Stade d'honneur d'Oujda, Oujda, Maroc    | Éliminatoires de la CAN 2025             | V 0-4                                    | Centrafrique                             | 37e                                      | p. gauche                                | 2-0                                      | 6e                                       |

### Matchs internationaux U23
Le tableau suivant liste les rencontres de l'équipe du Maroc U23 des catégories des jeunes dans lesquelles Eliesse Ben Seghir a été sélectionné depuis le 24 juillet 2024.
| Catégorie | Date            | Lieu          | Adversaire | Résultat | Minutes | Compétition     | Buts | Passes | Capitaine | Club      |
| --------- | --------------- | ------------- | ---------- | -------- | ------- | --------------- | ---- | ------ | --------- | --------- |
| Maroc U23 | 24 juillet 2024 | Saint-Étienne | Argentine  | 1 – 2    | 80 min  | Jeux olympiques | 0    | 0      | Non       | AS Monaco |
| Maroc U23 | 27 juillet 2024 | Saint-Étienne | Ukraine    | 2 – 1    | 87 min  | Jeux olympiques | 0    | 0      | Non       | AS Monaco |
| Maroc U23 | 30 juillet 2024 | Nice          | Irak       | 3 – 0    | 23 min  | Jeux olympiques | 0    | 0      | Non       | AS Monaco |
| Maroc U23 | 2 août 2024     | Paris         | États-Unis | 4 – 0    | 17 min  | Jeux olympiques | 0    | 0      | Non       | AS Monaco |
| Maroc U23 | 5 août 2024     | Marseille     | Espagne    | 2 – 1    | 90 min  | Jeux olympiques | 0    | 0      | Non       | AS Monaco |
| Maroc U23 | 8 août 2024     | Nantes        | Égypte     | 0 – 6    | 13 min  | Jeux olympiques | 0    | 0      | Non       | AS Monaco |

## Palmarès

### En club
| AS Monaco                                                                                    |
| -------------------------------------------------------------------------------------------- |
| - Championnat de France : - Vice-champion : 2024. - Trophée des Champions - Finaliste : 2024 |

### En équipe nationale
| Maroc olympique                                   |
| ------------------------------------------------- |
| - Jeux olympiques : - Médaillé de bronze en 2024. |

### Distinctions individuelles
- 2023 : Meilleur joueur du Tournoi Maurice-Revello avec la France -19 ans[53].
- 2023 : Nommé aux Trophées UNFP du football pour le titre du meilleur espoir de la saison 2022-2023[51].
- 2024 : Meilleur joueur du mois de novembre et décembre de l'AS Monaco[54].
- 2025 : Nommé pour le Prix Marc-Vivien Foé 2025[55].

## Vie privée
Il est le frère du footballeur Salim Ben Seghir (en) qui évolue au Neuchâtel Xamax, en Challenge League.